# Église de l'Immaculée-Conception d'Omaha
L'église de l'Immaculée-Conception est une église catholique située à Omaha au Nebraska, (États-Unis). Elle dépend de l'archidiocèse d'Omaha. L'église, construite en 1926, et l'ancienne école adjacente, construite en 1912, ont été ajoutées au Registre national des lieux historiques en 1998. Les deux bâtiments ont été conçus par Jacob M. Nachtigall (en), un architecte d'Omaha. L'église est dédiée à l'Immaculée Conception.

## Histoire
La paroisse a été fondée par des immigrés polonais en 1898 et incorporée en 1900. L'église actuelle, de style romano-byzantin, date de 1926. Elle reçoit sa dédicace le 31 juillet 1927. 
Les bâtiments de l'ancienne école paroissiale ont été vendus par la paroisse au milieu des années 1990 et abritent désormais des appartements à loyer modéré, toutefois les locaux sportifs de l'ancienne école construits en 1954 à l'ouest de l'église appartiennent toujours à la paroisse. Ils abritent maintenant des locaux paroissiaux, une salle que l'on peut louer pour des événements et un bowling qui sert toujours aux championnats locaux.
En août 2007, la paroisse a été confiée à la Fraternité sacerdotale Saint-Pierre qui officie dans la forme tridentine du rite romain, c'est-à-dire en latin.